# ليننت أودور
لينت أودور (من مواليد 13 أكتوبر 2003) هو لاعب كرة قدم بلجيكي محترف يلعب كلاعب خط وسط في الدوري البلجيكي من الدرجة الأولى ب نادي NXT وبلجيكا تحت 17.